# پارک ملی بیلاویژسکایا پوشا
پارک ملی بیلاویژسکایا پوشا (Национальный парк «Беловежская пуща») پارک ملی واقع در منطقه بریست بلاروس است. در سال ۱۹۹۲ به ثبت میراث جهانی یونسکو رسید. مساحت این پارک بالغ بر ۱٬۵۰۰٫۶۹ کیلومترمربع می‌باشد و در تاریخ ۱۱ اوت ۱۹۳۲ تأسیس شد.